# Opmeer
Opmeer  è una municipalità dei Paesi Bassi di 11 382 abitanti (al 1º gennaio 2010) situato nella provincia dell'Olanda Settentrionale.